# Henry Ford Hospital

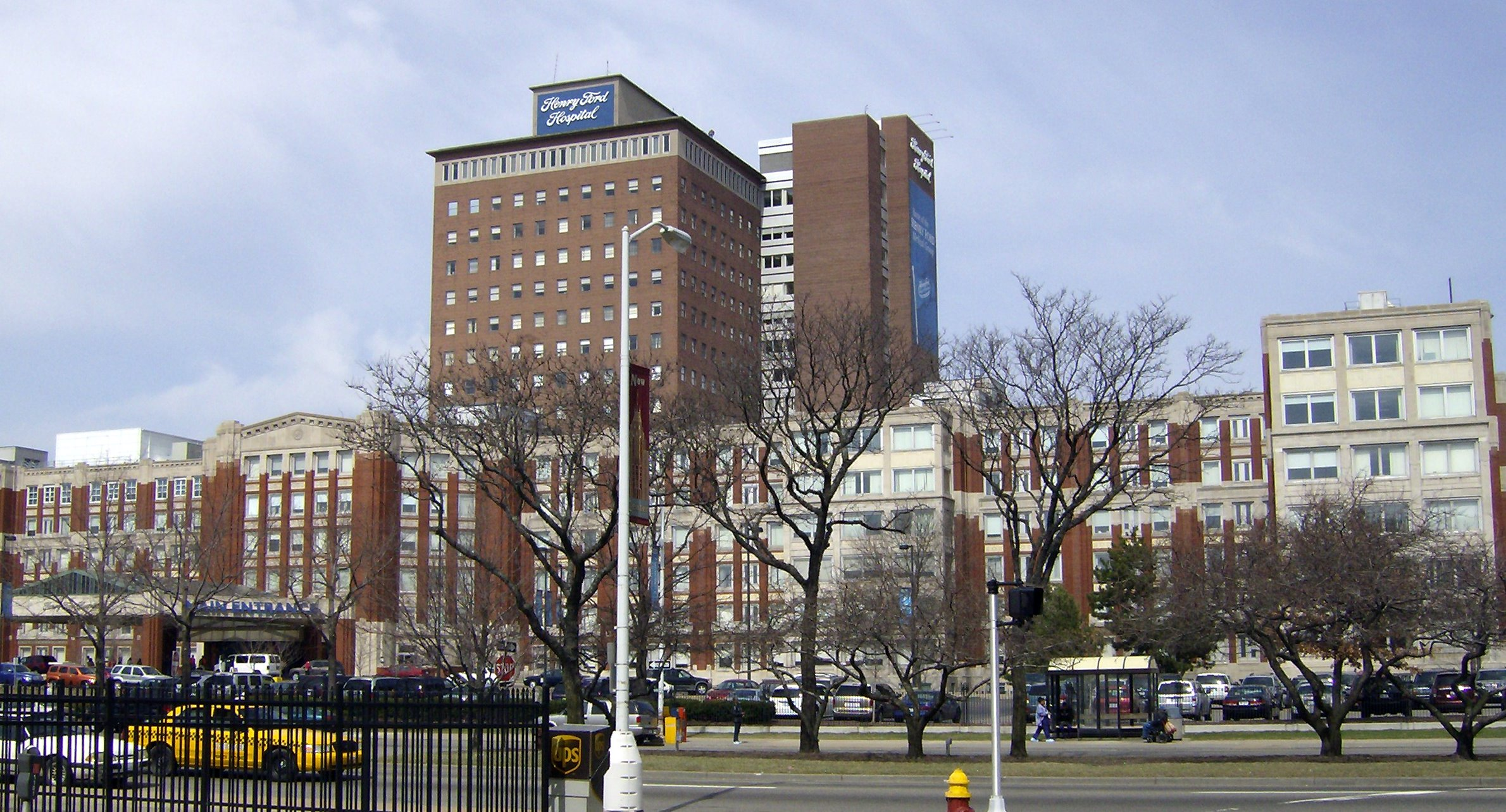
L'Henry Ford Hospital, a Detroit.

L'Henry Ford Hospital è un ospedale di riferimento con 805 posti letto, con finalità assistenziali, educative e di ricerca situato a Detroit, esso costituisce il fiore all'occhiello dell'Henry Ford Health System.
L'ospedale è gestito dall'Henry Ford Medical Group, che rappresenta uno dei gruppi coinvolti nella gestione di attività sanitarie più numerosi ed antichi degli Stati Uniti, controlla 1200 medici appartenenti a più di 40 specialità.
L'ospedale, fondato nel 1915 e finanziato dall'industriale automobilistico Henry Ford, è un centro per la traumatologia di primo livello, riconosciuto per l'eccellenza clinica e per l'innovazione nel campo della cardiologia, della chirurgia cardiovascolare, della neurologia, della neurochirurgia, dell'ortopedia, della medicina dello sport, della chirurgia dei trapianti, e del trattamento dei tumori della prostata, della mammella e del polmone.
L'ospedale addestra annualmente più di 400 studenti, 500 residenti e 125 borsisti in 46 programmi accreditati.
Nel 2009 l'Henry Ford Hospital ha ricevuto più di 70 milioni di dollari come fondi di ricerca.

## Traguardi principali
1915: L'Henry Ford Hospital apre la sua attività reclutando uno staff medico in larga parte formato alla Johns Hopkins University. È uno dei primi ospedali negli USA che assume uno staff medico salariato a tempo pieno, che impiega un tariffario standard delle prestazioni fornite e che favorisce l'impiego di stanze private o semiprivate abolendo le ampie camerate. È, inoltre, uno dei primi ospedali che bandisce categoricamente il fumo di sigarette.
1923: Sotto la direzione del dottor Thomas J. Heldt, viene istituita un'unità psichiatrica tra le prime in ospedali generali negli USA.
1935: Il dottor Roy McClure promuove l'aggiunta di iodio al sale da cucina per prevenire la comparsa del gozzo endemico, da allora tale pratica viene imposta dalla legge.
1940: Il dottor Conrad Lam è il primo medico statunitense a somministrare eparina purificata per trattare le trombosi venose.
1942: L'Henry Ford Hospital viene selezionato per testare l'efficacia della penicillina.
1943: Il dottor Frank Hartman sviluppa la tenda ad ossigeno.
1944: L'Henry Ford Hospital diventa il primo ospedale ad introdurre una tecnica di registrazione elettrocardiografica con l'impiego di molteplici elettrodi.
1951: I dottori Conrad Lam ed Edward Munnell sviluppano una tecnica di correzione della stenosi mitralica.
1952: Il chirurgo vascolare Emerick Szilagyi realizza uno dei primi interventi al mondo di correzione di un aneurisma dell'aorta addominale.
1956: Il dottor Conrad Lam realizza il primo intervento a cuore aperto nel Michigan usando una macchina cuore-polmone.
1968: Il primo trapianto di rene allogenico al mondo viene realizzato dai dottori Emerick D. Szilagyi, Joseph P. Elliott, e Roger F. Smith.
1973: Il primo trapianto renale su paziente diabetico viene realizzato nel Michigan dal dottor Stanley Dienst.
1979: L'Henry Ford è uno dei primi centri a realizzare l'angioplastica coronarica.
1980: I dottori F.W. Whitehouse e D.A. Kahkonen sono tra i primi a somministrare insulina umana nei pazienti diabetici.
1985: I dottori F.Keith e D.Magilligan realizzano il primo trapianto di cuore a Detroit.
1987: Il dottor C. Jackson identifica il gene legato all'ereditarietà del carcinoma midollare della tiroide.
1988: Viene realizzato all'Henry Ford il primo trapianto di fegato a Detroit.
1994: Viene realizzato all'Henry Ford il primo trapianto di polmone a Detroit.
1995: All'Henry Ford viene realizzato il primo trattamento radiochirurgico del Michigan per pazienti affetti da tumori non operabili impiegando un sistema radioguidato tridimensionale.
1996: All'Henry Ford viene realizzato il primo trapianto parziale di fegato durante il quale l'organo donatore viene diviso in due parti e le due metà impiantate in due pazienti diversi.
1998: All'Henry Ford viene offerta l'analisi genetica per il carcinoma della mammella.
2000: Viene realizzato all'Henry Ford Hospital, per la prima volta nel Michigan, un trapianto di rene da donatore adulto vivente.
2001: Sotto la direzione del Dr. Mani Menon viene realizzata la prima prostatectomia per cancro impiegando un robot su paziente ambulatoriale. Nello stesso anno viene introdotto la terapia genica per il trattamento dei tumori cerebrali.
2005: Scott Dulchavsky, direttore del Dipartimento di Chirurgia dell'Henry Ford Hospital, espande l'impiego della tecnologia ad ultrasuoni da parte di personale medico e non medico nell'ambito di programmi di telemedicina, M.D., Ph.D.
Nello stesso anno presso l'Henry Ford Medical Group inizia un programma di prescrizioni mediche attraverso la rete che consente di abbattere i costi del sistema ed elevarne la qualità.
2008: L'Henry Ford è il primo centro dello Stato ad impiegare una tecnica mini-invasiva sulla colonna vertebrale.
2010: All'Henry Ford viene realizzato il primo trapianto di intestino dello Stato. L'intervento di trapianto multi-organo prevedeva la sostituzione di stomaco, intestino e pancreas.

## Attività attuale
L'Henry Ford Hospital è un ospedale di 805 posti letto situati nel Nuovo Centro di Detroit. L'ospedale ha in organico 1200 medici e ricercatori dell'Henry Ford Medical Group. Il modello organizzativo dell'Henry Ford Medical Group è lo stesso modello impiegato per Mayo Clinic, Johns Hopkins Hospital e Cleveland Clinic.
L'Henry Ford Hospital opera come centro di Traumatologia di I livello ed ha uno dei Pronto Soccorso più impegnati del Michigan, arrivando a trattare circa 100,000 pazienti/anno.
L'Henry Ford Hospital realizza trapianti di organo in vari distretti, inclusi cuore, polmone, rene, midollo, pancreas e fegato. 
L'istituto di Urologia Vattikuti dell'Henry Ford Hospital ha sviluppato il programma di chirurgia robotica della prostata più importante al mondo. 
Nel 2009 ha inaugurato altri 24 nuovi letti di terapia intensiva privati portando il totale a 156, numero superiore a quello di qualunque altra struttura del Michigan.
L'Henry Ford ha un solido programma educativo dove più di 500 specializzandi vengono formati ogni giorno in 40 specialità mediche. Un terzo dei medici del Michigan vengono formati all'Henry Ford, ed il suo programma di formazione post laurea è uno dei più importanti degli Stati Uniti.
I programmi di ricerca hanno uno stanziamento di fondi di oltre 70 milioni di dollari/anno che provengono in larga parte dal National Institutes of Health (NIH). I medici ed i ricercatori dell'Henry Ford sono attualmente coinvolti in oltre 1700 progetti di ricerca inclusi quelli focalizzati sull'ictus ed i traumi cerebrali, l'ipertensione arteriosa e le cardiopatie, le neoplasie, le patologie osteoarticolari, le patologie immunitarie e gli studi di popolazione su allergie, asma e prevenzione dalle malattie neoplastiche.
Molta della ricerca realizzata all'Henry Ford Hospital research viene direttamente tradotta dal lavoro sperimentale alla pratica clinica. In tal senso gli studi sperimentali vanno dalla fisiologia animale e dalla biologia cellulare e molecolare alla bioingegneria con particolare enfasi agli studi che possono avere direttamente un impatto sulla cura del paziente. Nel 2009 i ricercatori dell'Henry Ford hanno pubblicato più di 450 articoli in giornali di grosso impatto ed hanno attratto fondi di ricerca esterni per 57.4 milioni di dollari.
L'Henry Ford Hospital è parte dell'Henry Ford Health System, che rappresenta uno dei sistemi di cura più importanti degli Stati Uniti d'America ed un riferimento nazionale per l'attività clinica, di ricerca ed educativa che include sei ospedali, 32 strutture ambulatoriali di cura primaria e molte altre strutture sanitarie situate nella porzione sud-orientale del Michigan. 
Nel solo 2009 l'Henry Ford ha erogato prestazioni sanitarie per un controvalore di 173 milioni di dollari programmando, peraltro, investimenti per 500 milioni per l'espansione dell'Henry Ford di Detroit e dando impiego a più di 23000 persone. 
Il sistema è governato da un comitato di 24 fiduciari con altri organi di controllo od affiliati, che costituiscono un anello di congiunzione indispensabile con l'utenza che si serve della struttura. L'Henry Ford è gestito dal Presidente e Direttore Esecutivo Nancy Schlichting. I 23000 impiegati forniscono assistenza e cura in occasione dei 3,1 milioni di accessi. Il sistema realizza oltre 81000 interventi di chirurgia ambulatoriale per anno. Oltre 102000 pazienti vengono ricoverati annualmente ai sei Ospedali dell'Henry Ford System. 
Per saperne di più visitate HenryFord.com.

## Riconoscimenti
L'Henry Ford Hospital è stato quotato in tre specialità mediche nelle classifiche dell'America's Best Hospitals nel 2010-2011. Il giornale, che definisce i migliori 50 Ospedali Statunitensi in 16 specialità mediche ha classificato l'Henry Ford Hospital nelle seguenti tre specialità: Malattie dell'Apparato Digerente, Neurologia e Neurochirurgia, Malattie dell'Apparato Respiratorio ed Urologia. L'indagine valuta il livello degli ospedali sulla scorta di indici correlati con la qualità di cura, la reputazione, la mortalità, il volume, l'efficienza degli infermieri e la tecnologia.